# Koerdische Autonome Regio
De Koerdistan Autonome Regio, ook wel Iraaks-Koerdistan of Irakees Koerdistan genoemd, is een federaal erkende autonome regio in het noorden van Irak. De regio is in 1992 gestabiliseerd en was tot de erkenning van de Iraakse grondwet in 2005 de facto onafhankelijk, maar de jure wel onderdeel van Irak. Sindsdien is het een federaal erkend gebied en tevens de enige erkende Koerdische politieke entiteit in de wereld.
De Koerdische Autonome Regio grenst in het oosten aan Iran, in het noorden aan Turkije en een klein stukje aan Syrië en verder aan (de rest van) Irak. De regio heeft als hoofdstad Erbil (Koerdisch: Hewlêr). Hier zetelt ook het parlement en het bestuur, sinds 14 juni 2005 onder leiding van president Massoud Barzani.

## Gebiedsontwikkeling

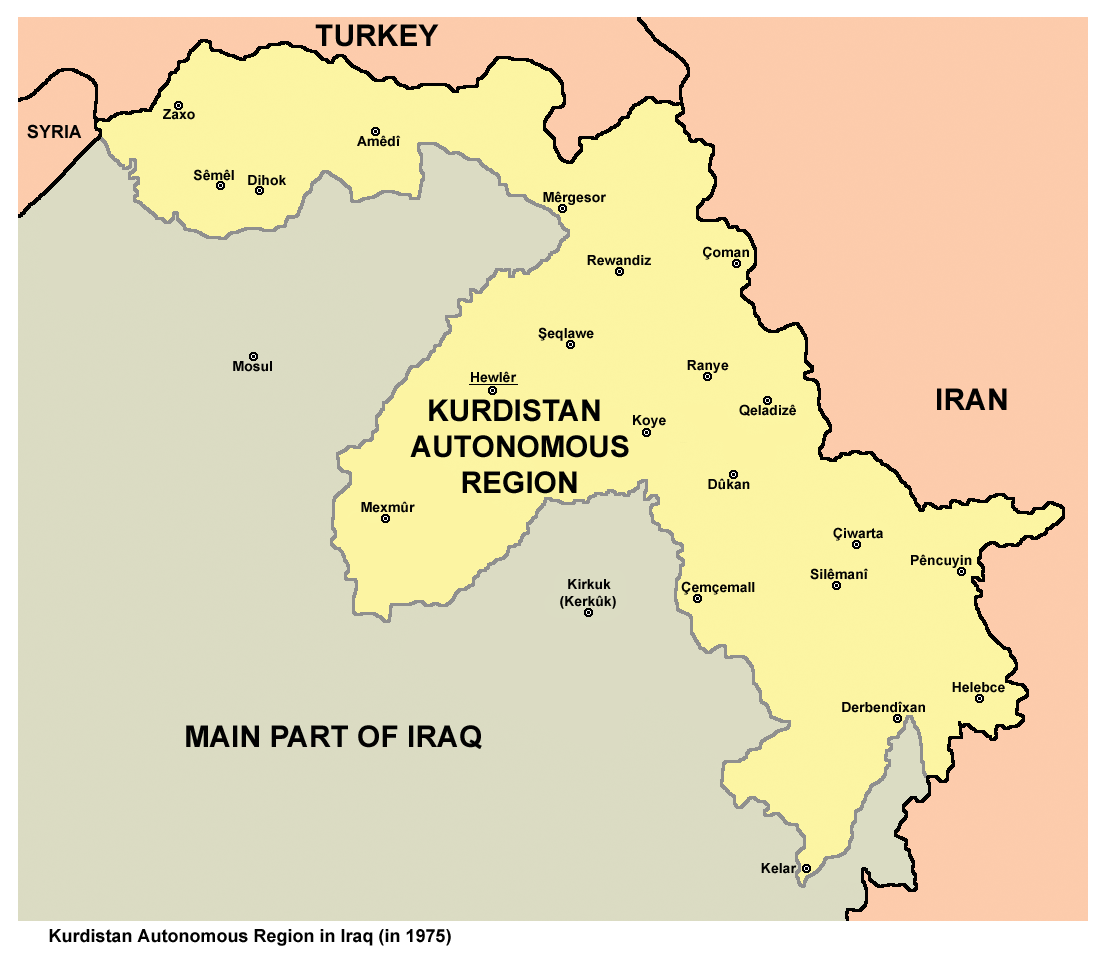
De Koerdische Autonome Regio in 1975
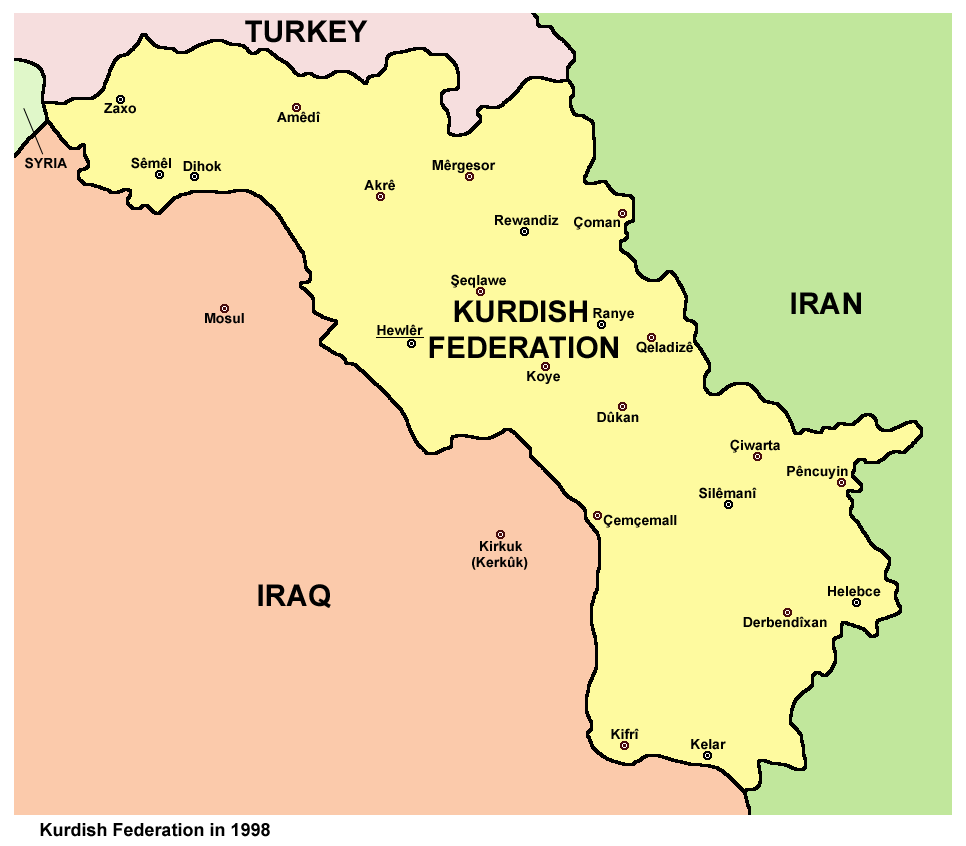
De Koerdische Federatie in 1998
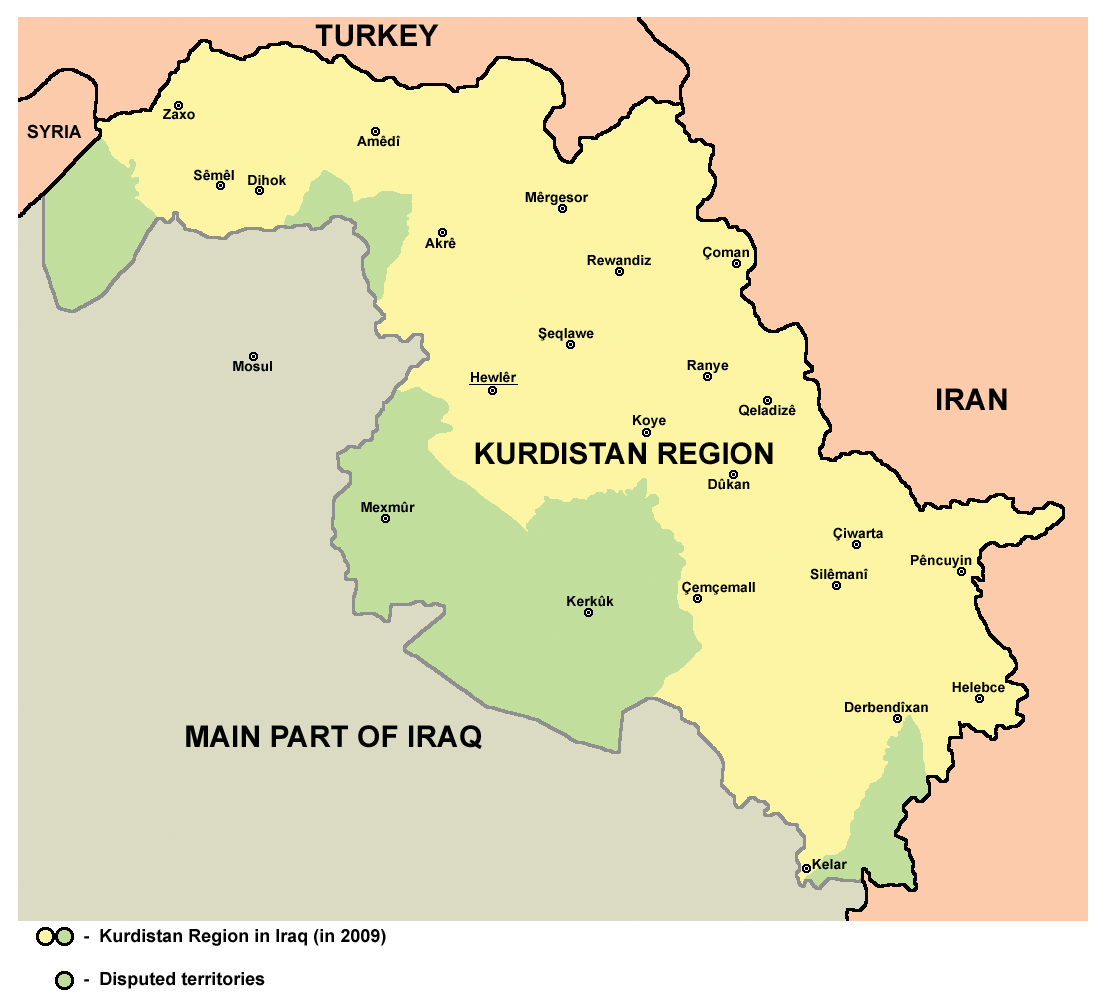
De regio in 2009

## Bevolking

### Religie
De Koerden in Iraaks-Koerdistan behoren tot 21 stammen. Dit wordt gesymboliseerd door de vlag van de Autonome Regio, waarop een zon is afgebeeld met 21 stralen.
De Koerden zijn voor het grootste deel soennitische moslims: islamitische inwoners vormen negentig procent van de bevolking. De christenen waaronder Arameeërs en Armeniërs zijn aparte bevolkingsgroepen en vormen geen onderdeel van de Koerdische bevolkingsgroep. De Jezidi's behoren wel tot de Koerdische bevolkingsgroep.

### Talen
De officiële talen van het gebied zijn Koerdisch en Arabisch. Het Syrisch-Aramees en een door de Turkomannen gesproken Turks dialect hebben de status van minderheidstaal.

## Relaties
Een goed voorbeeld van veranderende relaties van de Koerdische Autonome Regio met zijn buren is de relatie met Turkije. Bloeiende handel tussen de twee, een toevloed van Turkse investeringen en energie-overeenkomsten hebben de weg geplaveid voor toenemende geopolitieke samenwerking. Dit hielp decennia van spanning te overwinnen. Symbolisch voor dit groeiende partnerschap, gebouwd op wederzijdse economische belangen, was het bezoek van de Turkse premier Tayyip Erdoğan aan de Koerdische regio in maart 2011, het eerste bezoek van een Turkse leider.
Het handelsvolume tussen Turkije en de Koerdische Autonome Regio is hierdoor toegenomen (8,4 miljard dollar in 2012). De spanningen uit het verleden zijn verdrongen door een nieuw energiepartnerschap en Turkije lijkt minder bezorgd over het vooruitzicht van een onafhankelijk Koerdistan. In mei 2012 sloten Turkije en de Koerdische regionale regering, zonder de goedkeuring van Bagdad, een overeenkomst over gas en het aanleggen van twee oliepijpleidingen rechtstreeks van het door Koerden gecontroleerde Noord-Irak naar Turkije.
Een Turks consulaat-generaal werd in maart 2010 in Erbil geopend. De Koerdische Autonome Regio heeft nog geen vertegenwoordiging in Turkije.

## Regionale indeling

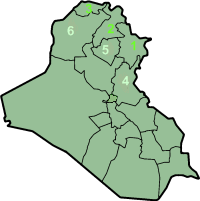
Deelgebieden van Irak

De Koerdische Autonome Regio is op provinciaal niveau ingedeeld, provincies die in het Koerdisch Parezge (Arabisch: muhafazah) worden genoemd. Op lager niveau worden de provincies in regio's ingedeeld (Arabisch: qazaa), nog kleinere regio's op stadsniveau worden nahiya genoemd.
De Koerdische regering bestuurt sinds 1992 drie provincies in zijn geheel: Duhok, Erbil en Suleimaniya. De regering claimt verder deels of geheel de provincies Mosoel, Kirkoek en Diyala.
Duhok met de gelijknamige hoofdstad Duhok ligt in het uiterste noorden van de provincie, aan de grens met Turkije. Deze provincie telt ongeveer 850.000 inwoners. Naast de Koerden zijn er in deze provincie ook een Aramese en een Assyrische minderheid aanwezig. De subdistricten in deze provincie zijn Dahuk, Sumel, Zaxo en Amedi.
Erbil (Koerdisch: Hewlêr) met de hoofdstad Erbil is de centraal gelegen provincie. Deze provincie huisvest de hoofdstad van de federale Koerdische provincie met daarin het Koerdische parlement. De oppervlakte van Erbil is 14.428 km² en in 2011 telde de stad 1.134.300 inwoners. Naast Koerden zijn hier ook Arabieren, Arameeërs, Armeniërs, Assyriërs en Turkmenen te vinden.
Suleimaniya met de eveneens gelijknamige hoofdstad Suleimaniya heeft de meeste inwoners van alle provincies in Iraaks-Koerdistan. In het verleden was Suleimaniya de hoofdstad van het Babanrijk en het koninkrijk Koerdistan onder leiding van Mahmud Barzanji.

## Economie
De economie van Iraaks-Koerdistan is in vergelijking met die van de rest van Irak vele malen stabieler en moderner ontwikkeld. Zo is hier de aanwezigheid van buitenlandse bedrijven en investeerders relatief hoger, vooral door de stabiele veiligheidssituatie. Naast de olierijke stad Kirkoek die door de Koerden als een Koerdische stad wordt beschouwd zijn er verscheidene bedrijven die olie hebben gevonden op andere locaties in Iraaks-Koerdistan. Volgens de eerste speculaties zou er tot nu toe minstens een oliereserve van 100 miljoen vaten zijn gevonden. Energieleverantieprojecten zijn volop in constructiefase en de infrastructuur is voldoende voor goederentransport en mobiliteit. Het onroerend goed in Iraaks-Koerdistan bevindt zich in een explosieve groeifase met prijzen die sinds de val van Saddam Hoessein wel 10 tot 20 keer zo hoog zijn geworden. In de grote steden (met name Duhok, Erbil en Suleimaniya) zijn grote moderniseringsprojecten gestart met het oog op de toekomst, veelal met hulp van buitenlandse investeerders. Een deel van deze projecten is reeds opgeleverd. Iraaks-Koerdistan heeft een verenigde investeringswet aangekondigd. Vrijwel al het toerisme naar Irak is naar Iraaks-Koerdistan.
In 2004 zou het bruto nationaal product van Iraaks-Koerdistan 25% hoger zijn dan dat van de rest van Irak. Tienduizenden migranten uit andere delen van Irak zijn in de afgelopen jaren vanuit andere delen van Irak naar Iraaks-Koerdistan getrokken, uit veiligheidsoverwegingen maar ook vanwege de betere levensstandaard en de werkgelegenheid.

## Verbindingen

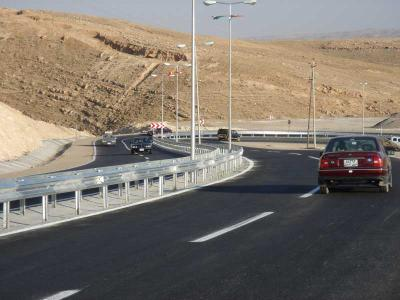
Nieuw aangelegde weg bij Pirmam

De Koerdische Autonome Regio kent veel wegen naar het buitenland. Bij Zakho, in de provincie Duhok, is de Brahim Xalil-poort. Dit is de grens met Turkije, en hier komen jaarlijks honderdduizenden personen Noord-Irak binnen. Ook rijden er dagelijks 3000 vrachtwagens de grens over.
Voorts kent de Koerdische Autonome Regio ook in het oosten, op de grens met Iran, enkele toegangswegen. Er zijn meerdere verbindingen met de rest van Irak. Ook liggen er treinsporen, die echter al jaren niet meer gebruikt worden.
De Koerdische Autonome Regio heeft twee internationale luchthavens, beide geschikt voor zowel passagiersvluchten als goederenvluchten. De Internationale Luchthaven Erbil biedt vele internationale vluchten naar het Midden-Oosten en Europa. De regio had ook haar eigen luchtvaartmaatschappij, Kurdistan Airlines. Bestemmingen waren Amman (Jordanië), Caïro (Egypte), Beiroet (Libanon), Damascus (Syrië), Dubai (V.A.E.), Doha (Qatar), Teheran (Iran), Athene (Griekenland), Frankfurt (Duitsland), Düsseldorf (Duitsland), Amsterdam (Nederland), Kopenhagen (Denemarken) en Stockholm (Zweden). Vanaf de Internationale Luchthaven Suleimaniya, die wat later is geopend, zijn ook vluchten van en naar Europa mogelijk.

## Politiek
Sinds 2005 is president Massoud Barzani met zijn KDP aan de macht. De termijn liep in 2013 af, maar is in verband met de strijd tegen IS verlengd tot 2015. Zijn coalitie, met vier partijen, heeft gesteld dat Barzani moest aanblijven tot 2017. 28 mei 2019 is er een nieuwe president gekozen door de coalitie. Dit is president Nechirvan Mustafa Barzani.

## Buitenlandse inmenging
Iraaks-Koerdistan gedoogt de Koerdische Arbeiderspartij (PKK) met bases op haar grondgebied en ondersteunt sinds 2011 ook Koerden in Syrië die een autonoom gebied hebben gerealiseerd tijdens de Syrische Burgeroorlog genaamd Rojava. Turkije heeft sinds de val van Saddam Hoessein al enkele malen invallen gedaan op het grondgebied van Iraaks-Koerdistan om de PKK te bestrijden.
Iraaks-Koerdistan is een moeilijk onderwerp voor de Iraakse, de Amerikaanse en de Turkse regering vanwege de relaties en recente geschiedenis van de betrokken partijen.

## Iraakse Burgeroorlog
In juni 2014 veroverde de salafistische beweging Islamitische Staat (IS, toen nog onder de naam ISIS) grote delen van Noord-Irak. Hierdoor werd Koerdistan vrijwel van de rest van het land afgesneden. Christenen, yezidi's en sjiieten uit Noord-Irak vluchtten massaal voor de terreur van IS richting Koerdistan.
Hoewel het buitenland de sjiieten en Koerden opriep de eenheid te bewaren tegenover IS, is er aan Koerdische zijde vrij weinig animo om zich aan de zijde van de in hun ogen autoritaire sjiitische regering te scharen. President Barzani riep zelfs op tot een onafhankelijkheidsreferendum. Aan de andere kant vormt IS eveneens een bedreiging voor Koerdistan en wordt de hoofdstad Erbil door de opmars bedreigd.
Iraaks-Koerdistan ·
Iraans-Koerdistan · 
Syrisch-Koerdistan ·
Turks-Koerdistan

Emiraat Biyara ·
Koninkrijk Koerdistan ·
Republiek Ararat ·
Republiek Mahabad